# Melodifestivalen 1965
Melodifestivalen 1965, eller Svensk sångfestival, var den sjunde upplagan av musiktävlingen Melodifestivalen och samtidigt Sveriges uttagning till Eurovision Song Contest 1965.
Efter ett års frånvaro (på grund av en artiststrejk) valde Sveriges Radio-TV att vara med i Eurovisionen igen. Finalen hölls på Cirkus i Stockholm den 13 februari 1965, där melodin "Annorstädes vals", framförd av Ingvar Wixell vann, genom att ha fått högst totalpoäng av jurygrupperna. Formatet med endast en finalkväll behölls, däremot gjordes flera förändringar, bland annat lät man en artist (Ingvar Wixell) framföra samtliga bidrag i finalen (totalt sex stycken). Samtidigt stängdes tävlingen återigen för en allmän inskickning av bidrag och istället bjöds kompositörer in till tävlingen.
Annorstädes vals fick sedan representera Sverige i ESC 1965 som hölls i Neapel i Italien den 20 mars 1965. 

## Tävlingsupplägg[1]
Efter att Sverige stått över 1964 års Eurovision Song Contest valde Sveriges Radio-TV att skicka en representant till ESC 1965. För att ge maximal fokus på låtarna (och inte på artisten) beslöt man att låta en och samma artist framföra alla bidragen. En ytterligare anledning var att man ville hitta den bästa artisten för att slippa hamna i botten i ESC-finalen. Valet föll på operasångaren Ingvar Wixell. Modellen hämtades från den modell som Storbritanniens nationella TV-bolag BBC använde sig av samma år. Det ska sägas att det här var den första och enda gången som man använde sig av denna metod i Sverige, även om det sex år senare skulle hända att en musikgrupp fick framföra finalens samtliga bidrag. Även andra ESC-länder har använt sig av samma metod andra ESC-år. Sveriges Radio-TV valde ut sex stycken bidrag att tävla i en final.
Från början skickade Sveriges Radio-TV ut förfrågningar till olika kompositörer att skriva olika bidrag. Två av dessa tackade från början nej, medan de andra valde att ställa upp. Dessa presenterades i tv-programmet Alla för en, som sändes cirka en månad innan tävlingen.

## Finalkvällen

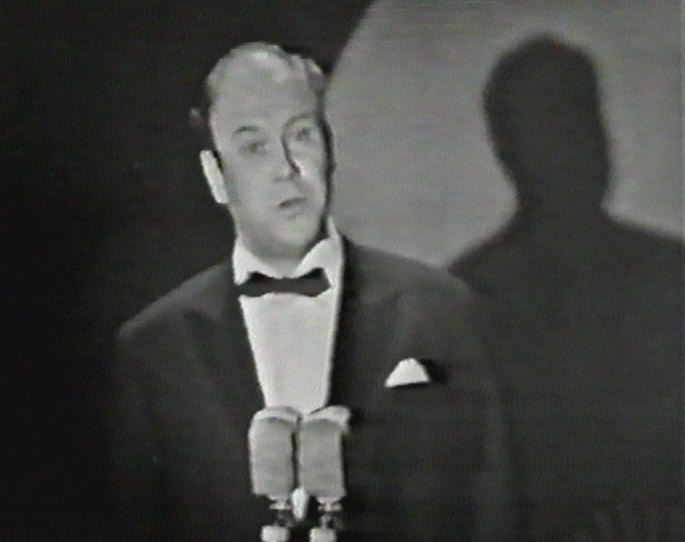
Ingvar Wixell i Eurovisionen.

Finalen av festivalen sändes 13 februari från Cirkus i Stockholm. Programledare var Birgitta Sandstedt och kapellmästare var William Lind, Mats Olsson och Hans Wahlgren. Det här året hade man bara en orkester, dock tre olika kapellmästare.
Jurygrupperna var i finalen fördelade över elva svenska städer, som sedan gav olika poäng beroende på vad de tyckte om bidragen.  Det vinnande bidraget blev sedan det som fått högst antal poäng av jurygrupperna tillsammans. Det var första gången man använde sig av denna modell, som senare har kommit att användas som finalmall även andra år. 
Poängfördelningen var samma som Eurovisionen skulle använda sig av det året, det vill säga varje jurygrupp hade totalt nio poäng som de kunde fördela på tre sätt till bidragen. Antingen kunde ge hela summan till ett bidrag, eller en sexa och en trea till två bidrag, eller en femma, en trea och en etta till tre bidrag. Resterande bidrag nollades.

### Startlista
Samtliga bidrag framfördes av Ingvar Wixell.
| Nr | Låt              | Upphovsmän (Text & musik)                      | Dirigent      |
| -- | ---------------- | ---------------------------------------------- | ------------- |
| 1  | Stilla och tyst  | Owe Thörnqvist (tm)                            | Mats Olsson   |
| 2  | Kommer vår       | Yngve Orrmell1 (t), Bobbie Ericson (m)         | Hans Wahlgren |
| 3  | Varm i dej       | Bo Nilsson (tm)                                | William Lind  |
| 4  | Förtrollad stad  | Bo Setterlind (t), Torbjörn Iwan Lundquist (m) | Hans Wahlgren |
| 5  | Väldigt vacker   | Berndt Rosengren (t), Georg Riedel (m)         | Hans Wahlgren |
| 6  | Annorstädes vals | Alf Henrikson (t), Dag Wirén (m)               | William Lind  |

1 Upphovsmannen Yngve Orrmell gick under alias Bo Eneby.

### Poäng och placeringar
| Nr | Låt              | Sundsvall | Norrköping | Stockholm | Malmö | Luleå | Växjö | Falun | Göteborg | Umeå | Örebro | Karlstad | Total- summa | Plac. |
| -- | ---------------- | --------- | ---------- | --------- | ----- | ----- | ----- | ----- | -------- | ---- | ------ | -------- | ------------ | ----- |
| 1  | Stilla och tyst  | 1         | 5          | 5         | 3     | 3     | -     | 5     | 1        | 3    | 1      | 1        | 28           | 2     |
| 2  | Kommer vår       | -         | -          | -         | -     | 1     | -     | 1     | 3        | -    | -      | -        | 5            | 4     |
| 3  | Varm i dig       | -         | 1          | -         | -     | -     | 1     | -     | -        | -    | -      | -        | 2            | 5     |
| 4  | Förtrollad stad  | 3         | -          | 1         | -     | -     | 3     | -     | -        | -    | 3      | 3        | 13           | 3     |
| 5  | Väldigt vacker   | -         | -          | -         | 1     | -     | -     | -     | -        | -    | -      | -        | 1            | 6     |
| 6  | Annorstädes vals | 5         | 3          | 3         | 5     | 5     | 5     | 3     | 5        | 6    | 5      | 5        | 50           | 1     |

### Juryuppläsare
- Sundsvall: Ola Allard
- Norrköping: Lennart Poignant
- Stockholm: Edvard Matz
- Malmö: Wollmar Sandell
- Luleå: Torsten Åhlander
- Växjö: Sven-Olof Olsson
- Falun: Lars Ramsten
- Göteborg: Rustan Älveby
- Umeå: Gerhard Johansson
- Örebro: Rune Ruhnbro
- Karlstad: Paul Björk

## Eurovision Song Contest
Efter Italiens seger i Danmark året innan hölls tävlingen i Neapel i Italien. Sverige återkom och Irland debuterade, vilket gjorde att det för första gången var arton länder som tävlade. Detta blev således ett nytt landsrekord. Tävlingen hölls i Sala di Concerto della RAI den 20 mars.
Precis som året innan hade varje lands jurygrupp totalt nio poäng att dela ut, vilket de kunde göra i tre olika klasser. Antingen kunde de ge hela summan till ett land, eller en sexa och trea till två länder, eller en femma, en trea och en etta till totalt tre länder. Resterande länder nollades.
Sveriges bidrag, "Annorstädes vals", döptes till ESC-finalen om till "Absent Friend" och framfördes därmed på engelska av Ingvar Wixell. Anledningen till att den gjorde det var att ESC-reglerna då inte var tydliga med språkreglerna, vilket Sverige utnyttjade. På grund av detta infördes tydliga språkregler året därpå som sedan hölls många år framåt. Sverige startade som nummer tio (av arton länder) och slutade på tionde plats med sex poäng efter juryöverläggningarna.
Efter juryöverläggningarna stod det klart att Luxemburg vunnit med hela 32 poäng, med Storbritannien som tvåa på 26 poäng och Frankrike trea på 22 poäng. Luxemburg fick därmed sin andra seger i tävlingen och Storbritannien sin femte andraplacering på åtta år. Likt tidigare år hamnade fyra länder delad sista plats (femtondeplats) med noll poäng: Belgien, Finland, Spanien och Västtyskland.